# Aaricia
Aaricia is het veertiende stripalbum uit de Thorgal-reeks. Het werd voor het eerst uitgegeven bij Le Lombard in 1989. Het album is getekend door Grzegorz Rosiński met scenario van Jean Van Hamme. Dit album bestaat uit vier korte verhalen over de jeugd van Aaricia. Qua opbouw en sfeer lijkt dit deel wel wat op dat van het 7e deel uit de serie: Het sterrenkind.
De korte verhalen verschenen voor het eerst in het stripblad Tintin/Kuifje. Het korte verhaal De berg van Odin verscheen in 1984. Het verhaal Holmganga verscheen in 1985. Eerste sneeuw verscheen in 1987 en De tranen van Tjahzi verscheen in 1988.

## Verhaal
- In "De berg van Odin" raakt Aaricia, die nog een kleuter is, verdwaald als zij op zoek is naar haar overleden moeder. Zij wordt in de val gelokt door Nixen (leugendemonen) die haar meenemen naar de top van de berg van Odin.

- "De eerste sneeuw" begint met de nacht dat de Noord-Vikings hun overleden hoofdman Leif Haraldson de laatste eer komen brengen. In die nacht komt er tevens een eind aan Thorgals jeugd. Hij is bang voor wat er zal gebeuren als Gandalf-de Gek de nieuwe leider wordt en besluit het dorp uit te vluchten. De kleine Aaricia is vreselijk bezorgd om haar vriendje Thorgal en bedenkt een list zodat Gandalf Thorgal gaat zoeken.

- In "Holmganga" wil Gandalf-de Gek de jongensruzie tussen Thorgal en zijn zoon Bjorn beslechten met een Holmganga.

- In het verhaal "De tranen van Tjahzi" ontmoet Aaricia de onbekende god Vigrid die Asgaard heeft verlaten om roem te verwerven. Maar in plaats van roem te vergaren is Vigrid blind gemaakt door de reus Hrun. Aaricia helpt Vigrid om terug te kunnen keren naar Asgaard.